# Oost-Friese meeuw

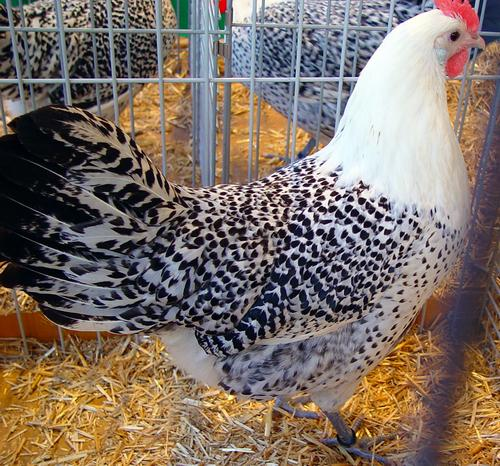
Groninger meeuw - zilverpel

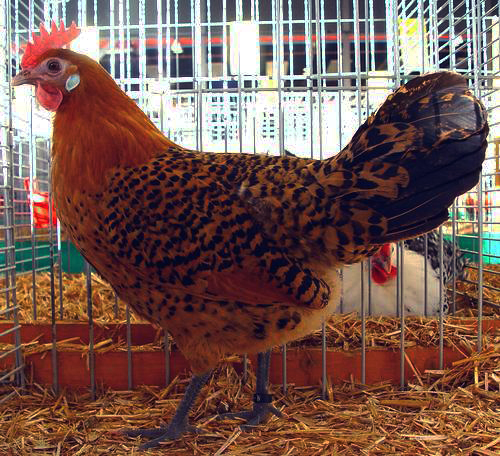
Groninger meeuw - goudpel

De Oost-Friese meeuw (Duits: Ostfriesische Möwe) is een inmiddels zeldzaam geworden kippenras dat van oorsprong uit het Duitse Oost-Friesland komt, maar ook elders nog gefokt wordt. Het is een zogenaamd pelhoen. Als nutras wordt ze ingedeeld bij de vleesrassen, legrassen en sierrassen. Het ras wordt gezien als een van de voorouders van de Groninger meeuw en soms ook daaraan gelijkgesteld.
De getoonde afbeeldingen van de Groninger meeuw geven daarom toch een goede indruk, maar bedenk dat de Oost-Friese meeuw de staart hoger draagt.

## Naam
Deze landhoenders ontlenen hun naam aan het donskleed van de jonge vogels dat veel gelijkenis vertoond met dat van meeuwenkuikens. In Duitsland werd dan ook wel gesproken van Möwenhuhn, maar ze staan gedeeltelijk ook wel bekend als Holländische Hühner (Nederlandse kippen).

## Historie
Er wordt wel gesteld dat deze landhoenderen al in de Middeleeuwen langs de Noordzee-kust gehouden werden, maar waarschijnlijker is dat pas aan het begin van de twintigste eeuw enkele Oost-Friese boeren gericht het ras zijn gaan fokken en daarbij een eerder onregelmatig gespikkeld verenkleed vervangen hebben door de onmiskenbare peltekening en later het ras hebben omgevormd tot een iets zwaarder en robuuster hoen.
Het ras is inmiddels behoorlijk zeldzaam geworden. In Duitsland spreekt men van een goede duizend dieren totaal bij een zeventig tot tachtig fokkers en wordt het wel genoemd als een in sterke mate bedreigd oud huisdierras, volgens sommige internationale normen zijn daar echter minder dieren en fokkers voor nodig. Hoe dan ook, grootschalige ruimingen zoals in verband met de vogelgriep voorgekomen zijn, vormen vanwege de relatief kleine populatie en geringe aantal fokkers toch een groot risico voor het voortbestaan van dit kippenras.

## Kenmerken
Oost-Friese meeuwen zijn vroegrijpe, robuuste, levendige en vertrouwelijke hoenders met een strak verenpak dat voor haan en hen volstrekt verschillend getekend is en waarbij als sierras vooral voor de hen de regelmatige diepzwarte, liefst groenglanzende pelling van belang is, bij een effen kop, hals en bovenborst. Bij sommige vogels loopt de peltekening van de hen helemaal door in de staart, maar doorgaans is de staart eerder gestreept of zelfs deels zwart. In tegenstelling tot de hen is bij de haan vrijwel het hele verenkleed in de grondkleur en alleen de staart (groen)glanzend zwart.
De kleurslagen van de Oost-Friese meeuw zijn goudpel en zilverpel en in dit verband wordt dan ook wel gesproken van Oost-Friese Goud- en Zilvermeeuwen. Bij de goudpel heeft de haan een iets meer roodachtige tint dan de hen.
De Oost-Friese meeuw heeft een middelgrote enkele kam, witte oorbedekking, leikleurige poten, grote, levendige (donker)bruine ogen en een sterke, iets gebogen blauwe tot hoornkleurige snavel.
De haan weegt 2,25 tot 3 kilogram (ringmaat 16-18 mm) en de hen een 1,75 tot 2,5 kilogram (ringmaat 15-16 mm) en deze legt per jaar 160 tot 200 witte eieren van ongeveer 55 tot 60 gram.
De dieren zijn uitstekend aangepast aan het soms iets ruige klimaat van de Noord-Duitse Noordzeekust, worden niet snel ziek en kunnen relatief oud worden. Ze zijn daarmee bijzonder geschikt voor biologische of hobby-houderij met vrije uitloop in de buitenlucht en geven daarbij een behoorlijke productie die niet veel onderdoet voor batterijkippen. Vanwege het levendige en bewegelijke karakter zijn ze minder geschikt om binnen te houden.

## Kriel
De Oost-Friese meeuw bestaat ook in een krielvariant die oorspronkelijk in Nederland is ontstaan en wordt ingedeeld bij de leg- en sierrassen.
De haan weegt circa 800-900 gram (ringmaat 13 mm) en de hen een 700-800 gram (ringmaat 11 mm). Deze leggen per jaar ongeveer 130 witte eieren van ongeveer 35 gram.